# Agrest (album)
Agrest – album kompilacyjny Mieczysława Jureckiego (ukrytego pod pseudonimem Mechanik) wydany w 1994 nakładem wydawnictwa TA Music.

## Lista utworów
1. "Bujaj, bujaj" – 4:58
2. "Moja Zocha już mnie nie kocha" – 3:24
3. "Zabawa trwa" – 5:42
4. "Szuja" – 3:29
5. "Po co komu takie radio" – 3:14
6. "Czarny śnieg" – 4:40
7. "Mam małą sprawę" – 3:30
8. "Idzie z gór" – 3:29
9. "Basista" – 2:51
10. "Gdy nie będzie nas" – 4:40
11. "Wycieczka do zoo" – 3:42
12. "Ja, denaturat i taśmy wideo" – 4:45
13. "Weihnachtslied" – 3:49
14. "Wokół nic" – 2:58
15. "W Ameryce jak na łące" – 2:41
16. "Tak spokojnie" – 6:00
17. "Nie ma Rosjan" – 3:26

## Skład
- Mieczysław Jurecki – śpiew, chórki, wszystkie instrumenty
- Małgorzata Samborska – chórki
- Antonina Horoszczy – chórki